# Vojkov
Vojkov é uma comuna checa localizada na região da Boêmia Central, distrito de Benešov.